# Pintér Zoltán (katona)
Pintér Zoltán (Kiskunfélegyháza, 1954. március 6. –) nyugállományú vezérőrnagy, az Összhaderőnemi Parancsnokság légierő haderőnem főnöke (parancsnok-helyettese).

## Élete

### Karrier és család
1972-ben kezdte meg tanulmányai a szolnoki Repülő-műszaki Főiskolán, ezt követően hadnaggyá avatták 1976-ban. 1983 és 1986 között a Zrínyi Miklós Katonai Akadémián, majd 2000 és 2001 között az amerikai Air War College-on folytat tanulmányokat. L-29-es, L-39-es, MiG–15-ös, MiG–17, MiG–21-es és MiG–29-es repülőgépen közel 2200 órát repült. Orosz és angol nyelvből felsőfokú, C típusú nyelvvizsgával rendelkezik. Nős, két gyermeke van.

### Pályafutása
Katonai szolgálatát Kecskeméten kezdte az 59. Vadászrepülő Ezrednél, mint repülőgép-vezető. 1977-ben Taszárra került, ahol repülőgép-vezető, géppár parancsnok, majd vadászrepülő századparancsnok lett. 1989-től az ezred légi-lövész szolgálatfőnöke, majd az újonnan felálló 31. Kapos Harcászati Repülőezred parancsnok-helyettese (1993-1997). 1997 és 2000 között a Kapos Bázisrepülőtér, 2001 és 2004 között pedig az 59. Szentgyörgyi Dezső Repülőbázis bázisparancsnoka.
Az olaszországi Poggio Renaticóban, az 5. Többnemzetiségű Légi Hadműveleti Központ (CAOC5) parancsnok-helyettese 2004 és 2009 között. Külföldi szolgálati helyéről hazatérve az összhaderőnemi parancsnok helyettese, majd a szervezeti korrekciók után, 2010 februárjától a légierő haderőnem főnöke (parancsnok-helyettes).
Szolgálati viszonyát a köztársasági elnök 2011. október 31-én megszüntette és 2011. november 1-jei hatállyal szolgálati nyugállományba helyezte. A Francia Köztársaság elnöke a Becsületrend lovagi fokozatát adományozta neki, a két nemzet hadseregének együttműködése érdekében végzett szolgálatáért.

## Szolgálati érdemérmei a repült órák után
- 1977: Szolgálati Érdemérem (200 repült óra után)
- 1978: Szolgálati Érdemérem (350 repült óra után)
- 1979: Szolgálati Érdemérem (550 repült óra után)
- 1981: Szolgálati Érdemérem (800 repült óra után)
- 1983: Szolgálati Érdemérem (1500 repült óra után)
- 1989: Szolgálati Érdemérem (2000 repült óra után)